# Джовани дела Ровере
Вижте пояснителната страница за други личности с името Джовани.
Джовани дела Ровере (на италиански: Giovanni della Rovere; * 14 януари 1457, Албизола; † 6 ноември 1501, Рим, Папска държава) от род Дела Ровере е господар на Сенигалия (1474 – 1501) в Марке, херцог на Сора и на Арче (1475 – 1501), префект на град Рим (1475 – 1501), папски капитан и папски викарий на Мондавио от 1484 г., кондотиер и политик.  Племенник е на римския папа Сикст IV и е брат на папа Юлий II (от 1503).

## Произход
Той е син на Рафаело дела Ровере и на съпругата му Теодора Манироло, от гръцки произход. Чичо му Франческо дела Ровере е избран на 9 август 1471 г. за папа с името Сикст IV и семейството започва да се издига. Брат му Джулиано (бъдещ папа Юлий II) и братовчед му Пиетро Риарио са избрани за кардинали. Брат му Леонардо става префект на Рим и херцог на Сора, братовчед му Джироламо Риарио става господар на Имола и Форли.

## Биография
Джулиано е назначен за господар на Сенигалия и за апостолически викарий на Мондавио през 1474 г. благодарение на чичо си. Префект е на Рим (командир на обикновените войски за защита на града), херцог на Сора и Арче. 
Сродява се с Федерико да Монтефелтро, херцог на Урбино, като се жени за дъщеря му Джована, и поставя началото на династичната линия Монтефелтро дела Ровере, суверен на Херцогство Урбино до 1631 г. и изчезнала през 1694 г. със смъртта на Витория дела Ровере, велика херцогиня на Тоскана.
Джовани е запомнен и като генерал-капитан на Църквата, а името му е свързано с построяването на крепостта Ровере в Сенигалия и Мондавио,както и с укрепленията на Мондолфо.
Политическото значение на Херцогство Сора се очертава с Джовани дела Ровере, когато след битката при Форново кралят на Франция Шарл VIII, коронясан за крал на Неапол, е победен от арагонската партия. Впоследствие в Изола ди Сора е организиран заговор срещу възстановената арагонска власт от благородници от Абруцо и Лацио, за да се възстанови френското управление над Кралство Неапол и по-нататъшната децентрализация на феодалните власти в долината Лири. Главните герои на тази среща са Грасиан дьо Гер, капитан на Шарл VIII в Абруцо, Джовани Паоло Кантелми, Джовани дела Ровере, Федерико ди Монфорт и Джованбатиста Карачоло. Идването на власт на император Карл V в Европа предопределя провала на заговора, оставяйки обаче следи от слаба политическа съпротива срещу испанското управление, което засилва връзката на Сора с националната политика на папата.
Сора е и логистична база за военни експедиции, целящи потвърждаване на френските права над Кампания и Абруцо, които Джовани дела Ровере предприема между 1494 и 1501 г. (годината на смъртта му). Херцог на Сора и Арче, господар на Сенигалия, заедно с Джовани Паоло Кантелми, той подготвя армия от пехота и кавалерия, за да атакува арагонските войски, разположени в Акуила. Ттой завладява града, след като разбива и проарагонската позиция на Бартоломео д'Алвиано, който е окупирал Талякоцо, за да защитава северните граници.
През 1495 г. завладява Чепрано, Монте Касино и Terra Sancti Benedicti (която става коменда на Джовани де Медичи), довеждайки територията на херцогството до максималното ѝ разширение. През 1496 г. той защитава долината Лири от обсадата на Просперо Колона и краля на Неапол Федерико I , но губи владенията на Есперия и Монте Сан Джовани Кампано, а за кратък период и Арче, докато папа Александър VI не потвърждава отново титлите му на префект на Рим и херцог на Сора.
Джовани умира в Рим на 6 ноември 1501 г. на 44-годишна възраст и е погребан в църквата „Санта Мария деле Грацие“ в Сенигалия. През 1502 г. владението над Сенигалия е превзето от Чезаре Борджия.

## Брак и потомство
∞ 1474 за Джована да Монтефелтро (* 1463, Урбино; † 25 ноември 1514, Рим), дъщеря на граф Федерико да Монтефелтро и на Батиста Сфорца, от която има двама сина и четири дъщери:
- Мария Джована дела Ровере (* 1482, † 1538), ∞ 1. 1497 за Венанцио да Варано, господар на Камерино (* 1476, † 1502), 2. за Галеацо Риарио дела Ровере Сфорца, сенатор на Болоня, син на Катерина Сфорца;
- Джиролама дела Ровере (* 1483, † 1501)
- Федерико дела Ровере († 7 юли 1484 като малък)
- Беатриче дела Ровере (* 1488, † ок. 1513), монахиня кларисика в манастира „Санта Киара“ в Урбино
- Франческо Мария I дела Ровере (* 22 март 1490, † 20 октомври 1538), 1504 осиновен от вуйчо му Гуидобалдо да Монтефелтро, херцог на Урбино (1508 – 1516 и 1521 – 1538), херцог на Сора; ∞ 1509 за Елеонора Гонзага (* 31 декември 1493, Мантуа; † 13 февруари 1550), от която има 5 сина и 8 дъщери;
- Костанца дела Ровере (* 1492, † 1507)